# Aeropuerto Llano San Juan
El Aeropuerto Llano San Juan, antiguamente con código (IATA: TGZ, OACI: MMTG), está localizado en el municipio de Ocozocoautla de Espinosa, Chiapas, México. Actualmente se encuentra cerrado, se encargaba de manejar el tráfico aéreo de la ciudad de Tuxtla Gutiérrez de la cual se encuentra a 30 kilómetros.

## Los códigos TGZ y MMTG
La movilidad de los códigos TGZ y MMTG estuvo ligada a la imposibilidad de contar con un aeropuerto estable y definitivo para Tuxtla Gutiérrez hasta el año 2006 (Ver línea del tiempo abajo). En lo que respecta al Aeropuerto Llano San Juan (ALSJ), fue inaugurado en 1980 con lo que el aeropuerto Francisco Sarabia existente regresó a la Fuerza Aérea Mexicana y renombrándose Aeropuerto de Terán; sin embargo el ALSJ contaba con condiciones de neblina y vientos adversas que imposibilitaban la aviación comercial. Se hicieron varias inversiones para contrarrestarlas (radio ayudas y la segunda pista) pero no fueron suficientes por lo que a finales de la década de los 90 se tuvo que recurrir de manera provisional al antiguo Aeropuerto de Terán para realizar las operaciones; pero este aeropuerto estaba ya muy limitado para las necesidades de la época además de tener limitaciones técnicas. Por todo lo anterior, se decidió construir el tercer y definitivo aeropuerto para Tuxtla Gutiérrez.
Actualmente La Escuela Nacional de Protección Civil Campus Chiapas ocupa parte de las antiguas instalaciones del aeropuerto, y su pista también ha servido como pista de precalificación en la Carrera Panamericana.
En la actualidad se pretende construir en su lugar el Centro Logístico Llano San Juan que dará cabida a una zona industrial que dará crecimiento económico a esta zona.